# Pattadakal
Pattadakal (auch Pattadakall, Kannada ಪಟ್ಟದಕಲ್) ist ein Ort mit ca. 2500 Einwohnern im Distrikt Bagalkot im südindischen Bundesstaat Karnataka. Die hier befindlichen Hindu-Tempel der Chalukya-Dynastie aus dem 7. und 8. Jahrhundert gehören seit dem Jahr 1987 zum Weltkulturerbe der UNESCO. Weitere wichtige Tempelstätten in der Umgebung sind Badami, Mahakuta, Aihole und Siddanakolla.

## Lage und Klima
Pattadakal liegt auf dem Dekkan-Plateau am Fluss Malaprabha in einer Höhe von etwa 586 m und ist rund 22 km (Fahrtstrecke) in östlicher Richtung von Badami entfernt; die Tempelstadt Aihole befindet sich weitere 13 km in nordöstlicher Richtung. Das Klima ist eher warm und trocken; Regen (ca. 660 mm/Jahr) fällt nahezu ausschließlich während der sommerlichen Monsunzeit.
Die Landschaft ist geprägt von harten, erosionsresistenten Felsbrocken, deren Rundformen bereits in früher Zeit als Göttersitze angesehen wurden und zum Bau kleiner Tempel angeregt haben. Der heutige Ort befindet sich inmitten von regenbewässerten Feldern in flachem Land; die ausgetrockneten Böden der niederen Hügelzüge sind vegetationsarm und wirken aus der Ferne kahl.

## Bevölkerung
Die Einwohner von Pattadakal sind nahezu ausnahmslos Hindus; auf dem Land bilden Muslime und andere Religionsgruppen nur zahlenmäßig kleine Minderheiten. Der männliche Bevölkerungsanteil ist ca. 5 % niedriger als der weibliche. Die Hauptsprachen sind Kannada und Hindi.

## Wirtschaft
Die meisten Menschen leben als selbstversorgende Bauern. Der Tourismus spielt eher eine Nebenrolle.

## Geschichte
Die frühen westlichen Chalukyas beherrschten ab der Mitte des 6. Jahrhunderts den größten Teil des Dekkan; die überlieferte Herrscherliste beginnt im Jahr 543. Ihnen gelang es, ihr Herrschaftsgebiet in Kämpfen gegen die sich zur selben Zeit festigende Dynastie der Pallavas im Südosten zu behaupten und nach Süden auszudehnen. Die erhaltenen Chalukya-Tempel stammen aus der Zeit zwischen dem Ende des 7. Jahrhunderts (Papanatha) und 745 (Mallikarjuna). Im Jahr 754 wurde das Reich durch die Rashtrakutas, die einstigen Vasallen aus dem Norden, vernichtend geschlagen. Diese hinterließen neben ihrem berühmtesten Bauwerk, dem Kailasanatha-Tempel von Ellora, einige Jain-Tempel, darunter einen Tempel aus dem 9. Jahrhundert inmitten der Felder ca. 1 km außerhalb von Pattadakal.
Die Residenz der Chalukya-Herrscher von Pulakeshin I. (543–566) bis Vinayaditiya (696–733) war zunächst Aihole, wo sich die ältesten Freibautempel vom Ende des 6. und Anfang des 7. Jahrhunderts befinden, und danach das besser zu verteidigende Badami. Dort befinden sich die frühesten Höhlentempel, die gemäß Stifterinschriften auf das ausgehende 6. Jahrhundert datiert werden. Die jüngste der drei Hauptstädte war Pattadakal, wo Vijayaditiya (696–733) und dessen Sohn Vikramaditya II. (733–746) die Tradition des Tempelbaus weiterentwickelten und neue Höhepunkte erreichten. Die entstandenen Bauformen hatten Bedeutung für das folgende Jahrtausend indischer Kunst. Alle genannten Orte waren zugleich wichtige Handelsplätze.

## Grundlagen des Tempelbaus
Die zentrale Lage am Schnittpunkt zwischen nord- und südindischem Kultureinfluss begünstigte die experimentelle Entwicklung beider Baustile, des nordindischen Nagara-Tempels und des dravidischen Tempeltyps aus dem Süden. In der Mitte des Landes entstand später (um das 10. Jahrhundert) noch ein Vesara genannter Mischstil. Vikramaditiya II. ließ aus der im Süden gelegenen Residenz der Pallavas Kanchipuram Bauleute herbeischaffen, um sie an seinen Tempeln zu beschäftigen. Die Tempelbauten der Chalukyas wurden vergleichbar mit und nur wenig nach den fünf Rathas der Pallava-Tempelstadt Mahabalipuram entwickelt.
An beiden Orten waren buddhistische und jainistische Chaitya-Höhlentempel, Profanbauten aus Ziegeln, Lehm oder Holz, sowie die frühesten steinernen Grundformen gupta-zeitlicher Tempel, die wiederum griechisch beeinflusst waren, Ausgangspunkte für die Entwicklung des indischen Tempels. Die Entwicklung vom Höhlen- zum Freibautempel gilt als die schöpferischste Phase indischer Architektur. Zeitgenössisch war der Bau aus dem Fels geschlagener monolithischer Tempel, wie der bereits erwähnte Kailasanatha-Tempel von Ellora. Dieser ist gegenüber den Pattadakal-Tempeln riesig; stilistische Übereinstimmungen werden auch hier mit Handwerkergilden erklärt, die von einem zum anderen Ort befördert wurden. Anfang des 8. Jahrhunderts war Pattadakal das kulturelle Zentrum, in dem die bisherigen Erkenntnisse zum indischen Tempelbau gesammelt wurden. Architektonische Grundformen stammten von den frühen Gupta-Tempeln Nordindiens, die bildhauerischen Ausgestaltungen waren Adaptionen von den Pallavas. Die Erbauer der großen Tempel von Pattadakal sind namentlich aus Inschriften bekannt. Sie wurden weithin als Fachleute herumgereicht und geehrt, durch sie wurde ein allgemeiner Architekturkanon geprägt. Die künstlerische Qualität und schöpferische Leistung, welche die Baumeister und Bildhauer hervorbrachten, sollte als Ausformung schon lange zuvor bestehender religiöser Vorstellungen verstanden werden.
Als Material diente feinkörniger, rötlicher Sandstein, der in trockenem Verband und in großen Quadern verlegt wurde. Er ist gut zu bearbeiten und erwies sich dennoch als witterungsbeständig. Die Tempel sind aus einfachen Grundformen zusammengesetzt: Bei flachen, auf Säulenreihen ruhenden und anfangs nur von Steinbalken überdeckten Vorhallen (mandapas) konnte der Säulenabstand in Pattadakal durch Einführung von Laternendecken vergrößert werden. Daraus entwickelte sich später die klassische „Neunfelderdecke“, eines von vielen Sinnbildern der kosmogonischen Ordnung der indischen Architektur. Über dem engen Kultraum (garbhagriha) wurde der horizontal gegliederte südindische Dachturm (vimana) errichtet, der durch einen massiven Abschlussstein (stupika) bekrönt wird. Den wie üblich nach Osten geöffneten Tempeln wurde grundsätzlich ein kleiner Pavillon für das Reittier Shivas, ein Nandi-Schrein, vorgebaut. Größere Tempel erhielten einen durch eine Umfassungsmauer (prakara) abgegrenzten heiligen Bezirk.

## Zu den einzelnen Tempeln

### Sangameshvara-Tempel
Der dem Hindu-Gott Shiva geweihte Tempel wurde Anfang des 8. Jahrhunderts unter König Vijayaditya erbaut. Das Zentrum des Tempels, der quadratische Kultraum (garbhagriha), ist von einem Umgang (pradakshinapatha), also von einer weiteren äußeren Wand umgeben (dieser Bauplan nennt sich sandhara), und wird von einem mehrfach gestuften Tempelturm (vimana) und einer massiven „Schirmkuppel“ bekrönt, deren Herkunft vom Pallava-Dachaufbau (z. B. Arjuna-Ratha von Mahabalipuram) unverkennbar ist. Es gibt einen Verbindungsraum (antarala) zur Vorhalle (mandapa), deren flaches Dach von 20 Pfeilern getragen wird, so dass ein für die frühen Chalukya typischer dreischiffiger Raum mit in der Mitte etwas höherer Decke und seitlich schräg abfallenden Deckenplatten entstand. Die Außenwände sind durch Nischen mit Götterfiguren und durchbrochene Steinfenster (jalis) gegliedert. Die Skulpturen wurden nicht ganz vollendet.

### Virupaksha-Tempel

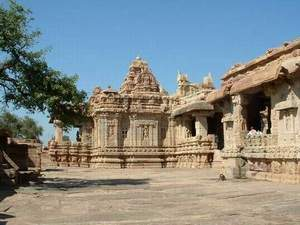
Virupaksha-Tempel von Osten. Vimana im Hintergrund, davor der südliche Zugang zum Mandapa. Rechts: Separates Nandi-Mandapa

Der Virupaksha-Tempel ist der größte Tempelbau der frühen Chalukyas. Der Tempelhof misst 75 mal 35 m, die Länge des eigentlichen Tempelbaus beträgt 23 m. Er wurde von Königin Lokamahadevi im Jahr 745 zum Gedenken an den Sieg ihres Gemahls Vikramaditya II. über die Pallavas und der Einnahme von Kanchipuram erbaut.
Als Vorlage für den Bau diente der Kailasanatha-Tempel von Kanchipuram, von wo Pallava-Handwerker mitgebracht wurden. Der Hauptbau wurde in einem Entwicklungsschritt von der breiteren Mandapa abgesetzt; das quadratische Flachdach wird von 16 massiven Steinsäulen mit breiten Kapitellkonsolen getragen und zu drei Seiten durch Eingangsvorbauten erweitert. Auf dem Dach der antarala vor dem Hauptturm befinden sich als Schmuckmotive kleine, quergestellte Tonnendächer. Daraus entwickelte sich später ein eigenständiger Baukörper – der alle anderen Tempelbauten überragende südindische Torturm (gopuram). Die Vorhalle wird durch vier durchbrochene Steinfenster (jalis) auf jeder Seite erhellt, der schmale Umgang um die Cella hat nur zwei Fenster in jeder Wand.
Als Baumeister wird Gunda Tribhuvanacarya genannt, der als „Architekt des Südens“ sowohl für die für Architektur als auch die bildhauerische Gestaltung verantwortlich war. Die im Aufbau gleichen Pfeiler sind mit Reliefs verziert, die unterschiedliche Szenen aus den Epen Ramayana und Mahabharata zeigen. Die Pilaster an den Außenwänden sind großzügig mit Dämonengesichtern (kirtimukhas) und Liebespaaren (mithunas) ausgestaltet. Vom Deckengebälk und den dazwischen liegenden Deckenfeldern blicken Elefantenköpfe, Löwen (simhas) sowie  Musikanten, Tänzerinnen und Halbgötter gandharvas herab.
An der ersten Säule links vom Eingang ist in einem Flachrelief inmitten einer Welle als Zeichen für Wasser die Flussgöttin Ganga dargestellt. Als sie die Götterversammlung betrat, hob ein Windstoß ein Stück ihres Gewandes. Alle Götter senkten den Blick, nur König Rajarshi betrachtete sie liebevoll. Brahma befahl, dass die beiden als Liebespaar zur Erde gesandt werden sollten. Die Szene gehört zum Thema der „Herabkunft der Ganga“, wie sie im Felsrelief von Mahabalipuram dargestellt wird. Am rechten Rand der Säule sitzt der Asket Jahnu, hinter dessen Einsiedelei die Ganga mit Getöse vorbeifloss. Darüber verärgert, trank er sie mit einem Schluck auf. Links daneben steht der durch Askese abgemagerte Bhagiratha auf einem Bein. Weiter links gewährt Shiva, dass der Fluss aus dem rechten Ohr des Jahnu trat, hinter Bhagiratha weiterströmte und in menschlicher Gestalt zum linken Rand auf einen Asketen zuhielt, der seine Hände in karkata-hasta (Mudra mit verschränkten Fingern) über dem Kopf hielt.

### Mallikarjuna-Tempel
Der nebenan liegende, etwas kleinere südindische Mallikarjuna-Tempel wurde ebenso nach Siegen über die Pallavas errichtet. Er wurde von Trilokyamahadevi, der zweiten Gemahlin von Vikramaditya und jüngere Schwester der Königin Lokamahadevi, im Jahr 745 gestiftet. Der hohe Sockel mit Löwenfries bildet eine Terrasse mit äußerem Umgang. Der Tempelturm (vimana) ist vierstufig gegliedert und wird von einer leicht gebauchten Rundkuppel abgeschlossen, die Außenwände sind umlaufend durch Nischen und Pilaster sehr lebendig strukturiert. Es gibt wieder eine flachgedeckte Vorhalle (mandapa) und einen inneren Umgang um die Cella. In Höhe des Flachdaches ist ein weiterer Umgang um den Hauptturm möglich.

### Galganatha-Tempel
Der Galganatha-Tempel wird von einem Tempelturm im nordindischen Typus (shikhara) (bienenkorbförmiger Turm nordindischer Tempel mit vertikaler Gliederung, hier in der einfachsten Form eines Tri-Ratha) überhöht; dieser trägt einen gekerbten Abschlussstein (amalaka) mit aufsitzender Vase (kalasha). Innerhalb der vertikalen Gliederung des Turms befinden sich seitlich übereinander gestellte kleine Amalakas, der mittlere Streifen wird von Hufeisenmotiven (kudu) gebildet. Es ist ein kleiner Tempel ohne Vorhalle, aber mit durch Steinplatten flach gedecktem Umgang und hat Ähnlichkeiten mit den Tempeln von Alampur der östlichen Chalukyas, ebenfalls aus der Mitte des 8. Jahrhunderts. Auf dem Türsturz ist Shiva als Nataraja abgebildet, im Innern tötet er den Dämon (asura) Andhaka (Andhakasura-vadha-Murti).

### Papanatha-Tempel

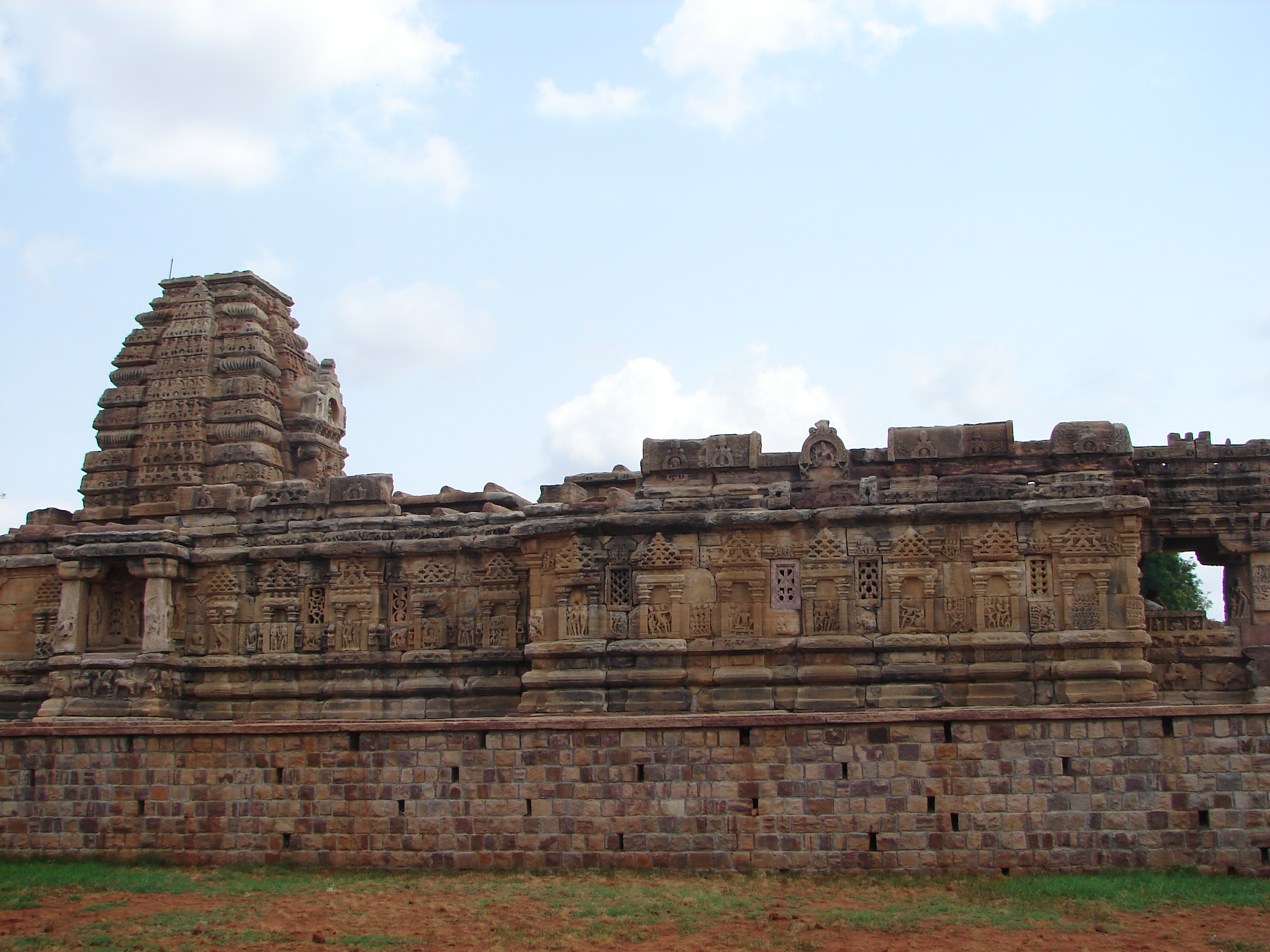
Papanatha-Tempel von Norden

Der mittelgroße und wohlproportionierte Papanatha-Tempel wird um das Jahr 740 datiert. Die Außenwände der Vorhalle (ardha-mandapa) wurden geradlinig um den Hauptbau herumgeführt. Dadurch wurde ein sehr enger Umgang um die Cella und ein ungewöhnlicher Grundriss geschaffen, der vermutlich infolge einer geänderten Planung entstanden ist. Eine weitere größere Halle (sabha-mandapa), deren Flachdach von 16 Säulen getragen wird, verlängert den Tempel, ebenfalls ungewöhnlich, nach Westen. Dem Shikhara-Turm (in der konvexen Form des nördlichen Devanagara-Stils) ist auf seiner heute flachen Spitze der ehemalige ringförmige Abschlussstein (amalaka) verloren gegangen.
Die Außenwände zieren durchbrochene Steinfenster, an der südlichen Wand sind Ramayana-Szenen dargestellt, im Norden Arjunas Buße und im Westen Shiva als Gajantaka (der die dicke Haut des Elefanten abzieht, um sie sich selbst überzustreifen. Anschließend tanzt er auf diesem Dämon.) Im Innern ist über der Tür ein Gajalakshmi-Motiv zu sehen: die Glücksgöttin wird von Elefanten zu beiden Seiten aus Krügen mit Wasser übergossen. In einem Deckenfeld befindet sich die Schlange Shesha umgeben von fliegenden Wesen. Einen einzigartigen Skulpturenschmuck stellen die beinahe vollplastischen Porträtfiguren von Mann und Frau als mithunas an den Außenwänden und an den wuchtigen Steinsäulen im Innern dar.

### Kashi-Vishvanatha-Tempel
Der Kashi-Vishvanatha ist ein kleiner nordindischer Tempel aus der Mitte des 8. Jahrhunderts, der Abschluss auf dem Shikhara fehlt. Er wurde vermutlich kurz nach dem Zusammenbruch der Chalukyas von den Rashtrakutas erbaut. Der Turm wächst als Pancha-Ratha nach oben und ist netzartig aufgelöst und von tiefen Rücksprüngen durchbrochen. Die Reliefs an den Außenwänden des Turms und am flachen Mandapa ähneln denen des Papanatha-Tempels. An der Mandapa-Decke befindet sich ein friedvoller Shiva als Somaskanda (zusammen mit Gattin Parvati und Sohn Skanda), in den Ecken eingerahmt von den Wächtern der Himmelsrichtungen (lokapalas).

### Jambulinga und andere kleine Tempel
- Auch beim Shikhara des Jambulinga-Tempels mit flacher Vorhalle, dessen Decke eingestürzt ist, fehlt der obere Abschluss. An der Ostseite des Turms ist in einer großen Hufeisenform ein tanzender Shiva (nataraja) mit Parvati und Nandi abgebildet. Es gibt einen separaten Nandi-Schrein.
- In noch schlechterem Zustand befindet sich der ähnliche, aber kleinere Chandrashekhara-Tempel. Das Mandapa-Dach ist eingestürzt, die Eingangsseite wird aber noch von zwei stehenden Dvarapalas bewacht.
- Ebenfalls hinter dem Galganatha-Tempel ist noch die Cella des Kada-Siddheshvara-Tempels erhalten. Der Tempel in der einfachsten nordindischen Bauform (Turm als Tri-Ratha) stammt aus der Mitte des 7. Jahrhunderts. Dach und Wände der Vorhalle fehlen, ein Türsturz zeigt Shiva und Parvati, die Türpfosten die beiden Flussgöttinnen Ganga und Yamuna.[8]

Ein oktogonaler Steinmonolith in der Nähe des Mallikarjuna-Tempels trägt eine Inschrift in Siddhamatrika (einer vom 6. bis zum 9. Jahrhundert in Nordindien gebräuchlichen Schrift) aus dem 8. Jahrhundert.

### Jaina-Tempel

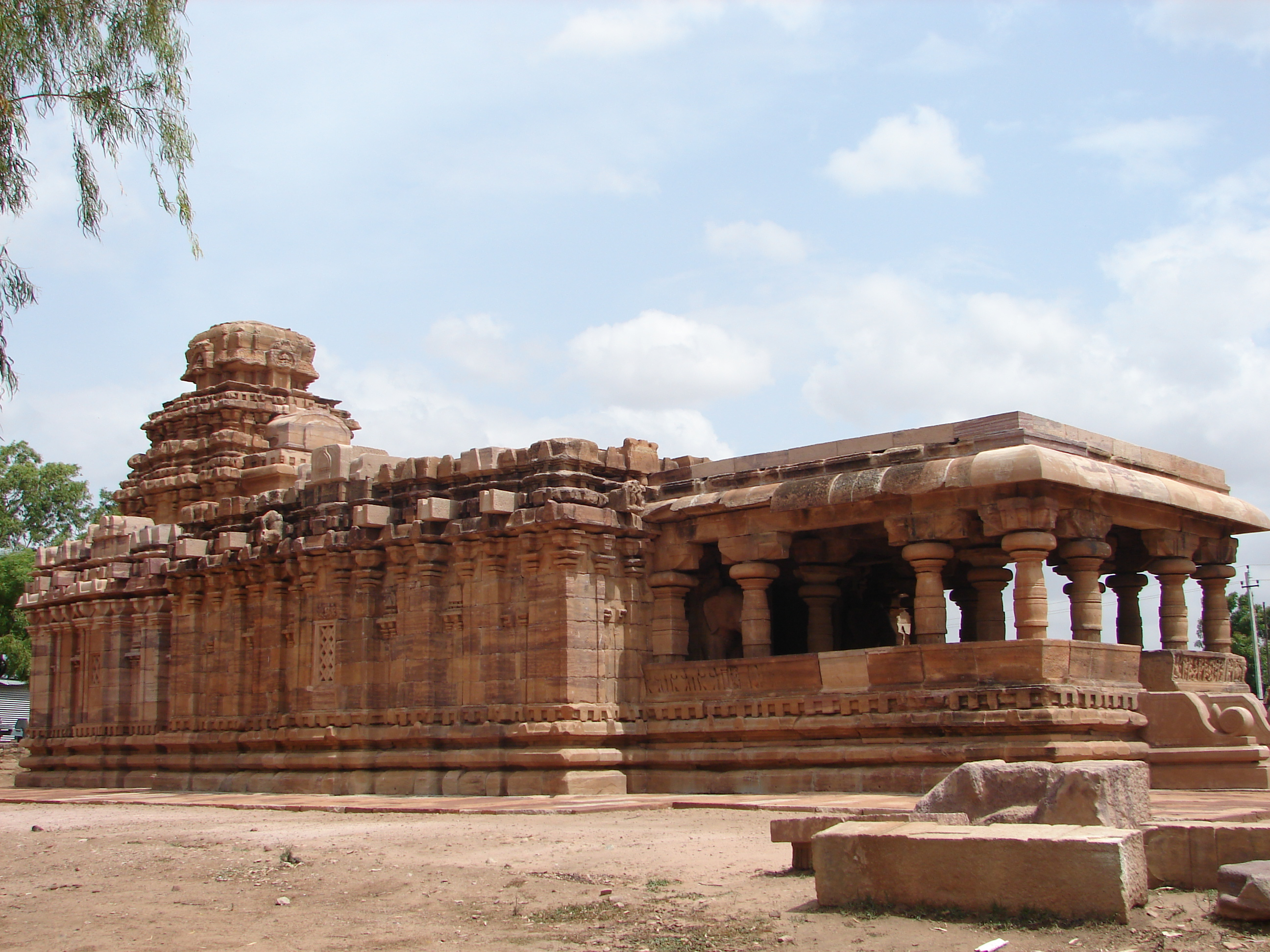
Jaina Narayana-Tempel von Nordwesten

In 1 km Entfernung von dieser Tempelgruppe und hundert Jahre später entstand im südindischen Stil im 9. Jahrhundert, möglicherweise unter dem Rashtrakuta-König Krishna II., ein Jaina-Narayana genannter Tempel. Die Außenwände des um die Cella führenden Umgangspfads und der zentralen Vorhalle sind durch schlichte Pilaster gegliedert, ansonsten sind die Außenwände nahezu schmucklos. Das Dach der luftigen, etwa 7 × 7 m großen Vorhalle (mukha-mandapa) wird von vier gedrechselten Steinsäulen an jeder Seite und weiteren vier Säulen im Innenraum getragen. Im Nordosten führt eine Treppe auf das Dach zu einem kleineren Kultraum im Turm. Die Plinthe wurde konsequent durch zwei tief eingeschnittene Rillen gegliedert. Beidseits einer Innentür sind halbplastische Elefanten mit Reitern dargestellt. Das innere Mandapa misst etwa 10 × 11 Meter und wird von vier zentralen Pfeilern und Halbsäulen an den Außenwänden gestützt. Nach Durchgang durch ein Antarala gelangt man in den 3 × 3 m großen Kultraum, der vermutlich Parshvanata, dem 23. und vorletzten Tirthankara geweiht war.